# ژان بهرا
ژان ماری بهرا (فرانسوی: Jean Marie Behra‎؛ زادهٔ ۱۶ فوریهٔ ۱۹۲۱ در نیس، درگذشتهٔ ۱ اوت ۱۹۵۹ در برلین غربی) رانندهٔ مسابقات اتومبیل‌رانی فرمول یک اهل فرانسه بود که از فصل ۱۹۵۲ تا ۱۹۵۹ در مجموع در ۵۳ گراند پری شرکت کرد.
بهرا در طول دوران فعالیت خود در فرمول یک در ۱ مسابقه موفق شد سریع‌ترین زمان طی یک دور پیست را به نام خود ثبت کند. او در این مسابقات ۹ بار بر روی سکو رفت و ‎۵۱ ۱⁄۷‎ امتیاز را به نام خود به‌ثبت رساند.
بهرا در ۱ اوت ۱۹۵۹ بر اثر شکستگی شدید جمجمه و دنده‌ها پس از پرتاب شدن به بیرون از خودرو به‌هنگام مسابقه در برلین غربی درگذشت.